# Paul V. Kroskrity
Paul V. Kroskrity (Nova Iorque, 10 de fevereiro de 1949) é um linguista e antropólogo estadunidense, professor da Universidade da Califórnia em Los Angeles. Ele é um dos principais teóricos de ideologias linguísticas como campo de estudo. Suas pesquisas se interessam, portanto, pela relação linguagem e identidade, contato linguístico, línguas ameaçadas de extinção e revitalização linguística.

## Obras
- Kroskrity, Paul V. (ed.). 2012. Telling Stories in the Face of Danger: Language Renewal in Native American Communities. Norman, OK: University of Oklahoma Press.
- Kroskrity, Paul V. and Margaret Field (eds.).  2009. Native American Language Ideologies: Beliefs, Practices, and Struggles in Indian Country. Tucson: University of Arizona Press.
- Kroskrity, Paul V., Rosalie Bethel, and Jennifer F. Reynolds. 2002. Taitaduhaan: Western Mono Ways of Speaking (CD-ROM). Norman, OK: University of Oklahoma Press.
- Kroskrity, Paul V. (ed.). 2000. Regimes of Language: Ideologies, Polities, and Identities. Santa Fe, NM: School of American Research.
- Schieffelin, Bambi, Kathryn Woolard, and Paul V. Kroskrity (eds.). 1998. Language Ideologies, Theory and Practice. New York:  Oxford University Press.
- Kroskrity, Paul V. 1993. Language, History, and Identity:  Ethnolinguistic Studies of the Arizona Tewa. Tucson: University of Arizona Press.
- Bethel, Rosalie, Paul V. Kroskrity, Christopher Loether, and Gregory A. Reinhardt. 1984. A Practical Dictionary of Western Mono. North Fork, CA: Sierra Mono Museum. (2nd edition: 1993).